# 任用
任用（1377年—1436年），字庭輝，浙江省金華府東陽縣人，昇蘇鄉一都民籍，治《詩經》，年三十六歲歲中式永樂十年壬辰科第三甲第十六名進士。十二月初一日生，行一，曾祖任興仁；祖任得謙；父任功悌；母王氏。具慶下，妻葛氏，弟文熺；文照。由縣學生中式浙江鄉試八十名舉人，會試中式會試十九名。